# Аллегро (фильм)
«Аллегро» (дат. Allegro) — кинофильм режиссёра Кристоффера Боэ, вышедший на экраны в 2005 году.

## Сюжет
После расставания с любимой женщиной по имени Андреа (Хелена Кристенсен) талантливый пианист Зеттерстрём (Ульрих Томсен) полностью стирает из своей памяти все воспоминания о прошедшей жизни и покидает Данию. Он полностью концентрируется на музыке и добивается большого успеха, однако всячески сторонится людей и даже во время концертов играет на рояле, оставаясь скрытым за ширмой. Тем временем в Копенгагене в том районе, где когда-то жил Зеттерстрём, возникает загадочная «зона», проникнуть в которую невозможно. Однажды к музыканту является человек, утверждающий, что зона каким-то таинственным образом связана с прошлым Зеттерстрёма. Желающий разобраться в этом и вспомнить, что же за женщина является ему порой в видениях, он отправляется на концерт в Копенгаген.

## В ролях
- Ульрих Томсен — Зеттерстрём
- Хелена Кристенсен — Андреа
- Хеннинг Моритцен — Том
- Нильс Скоусен — повар
- Эллен Хиллингсё — Клара
- Николас Бро — Теренс Сандер
- Ида Двингер — Симона
- Бенедикта Хансен — учительница музыки
- Светослав Королёв — юный Зеттерстрём
- Томми Кентер — профессор Фромберг

## Награды и номинации
- В 2006 году фильм номинировался на Гран-при жюри кинофестиваля «Сандэнс» в категории «Мировое кино — драма».
- В 2006 году фильм был представлен на премию «Роберт» Датской киноакадемии в пяти номинациях, в одной из которых победил (лучшая операторская работа — Мануэль Альберто Кларо). Остальные категории, в которых участвовала картина, следующие: лучший режиссёр (Кристоффер Боэ), лучший монтаж (Петер Брандт), лучшая работа художника (Николай Даниэльсен), лучшие спецэффекты и освещение (Мартин де Тура, Петер Хартвиг).